# Furia Sound Festival
Le Furia Sound Festival est un festival de musique annuel créé en 1996 qui a lieu dans le Val-d'Oise.

## Programmation

### Édition 2005
- Vendredi 24 juin : Louise Attaque, The Wailers, Soulwax, Rachid Taha, Groundation, LCD Soundsystem, Arno, Babylon Circus, Flogging Molly, Didier Super, Turbonegro, La Phaze, The (International) Noise Conspiracy, Chumbawamba, Guerilla Poubelle, Balkan Beat Box, Le Tigre...

- Samedi 25 juin : Sinclair, Kyo, Pennywise, Millencolin, Luke, Antiflag, Bumcello, Les Ogres de Barback, Déportivo, Les Wriggles, Debout sur le Zinc, Gomm, Scenario Rock, Rinôçérôse, The Film et La Rumeur

- Dimanche 26 juin : Sinsemilia, Amadou et Mariam, No One Is Innocent, The Servant, 17 Hippies, Lofofora, Kasabian, AqME, Therapy, Infadels, 22-Pistepirkko, Mon Côté Punk, Mano Solo...

### Édition 2006
- Vendredi 23 juin : Emilie Simon, Buju Banton, AqME, Zita Swoon, K2R Riddim, Danko Jones, The Lords of Altamont, Burning Heads, Les Fatals Picards, Spontane, APSCI...

- Samedi 24 juin : Team Nowhere avec Pleymo, Enhancer..., Les Têtes Raides, Fishbone, The Young Gods, Arthur H, Kill the Young, Gojira, Yann Tiersen, Dead Kennedys, Messer Chups...

- Dimanche 25 juin : Mickey 3D, Les Wampas, Marcel et son Orchestre, Dub Incorporation, The Ex, Gogol Bordello, Kabi Ki Buddah...

### Édition 2007
- Vendredi 29 juin : Renaud, Frank Black, Archive, Joey Starr, Billy Talent, Pleymo, The Rakes, Adrienne Pauly, Cassius, The Bellrays, Kill the Voluptes et Shit Disco.

- Samedi 30 juin : The Roots, Tryo, Tété, Oxmo Puccino & the Jazzbastards, K'Naan, Little Barrie, Shy Child, Deltahead, Bonde do Role, Guitar Wolf et "Griots vs Gods" The Young Gods vs Dälek.

- Dimanche 1er juillet : Queens of the Stone Age, Sonic Youth, Groundation, Asian Dub Foundation, Superbus, No One Is Innocent, Jamait, Tinariwen, Loïc Lantoine, Peter von Poehl et Heavyweight Dub Champion.

Annulation: Pop Levi

### Édition 2008
- Samedi 28 juin : John Butler Trio, BB Brunes, Mano Solo, Black Rebel Motorcycle Club, High Tone, Le Peuple de l'Herbe, Zenzile, The National, Mademoiselle K, Coming Soon, Eths, Pilot, Shantel, Why ?, The Mantis, Stars et Crystal Castles.

- Dimanche 29 juin : Cali, Stereophonics, Panic at the Disco, RJD2, Les Cowboys Fringants, Kaolin, AqME, Keny Arkana, Les Wriggles, Fancy, The Heavy, Envy, Comets on Fire, Coheed & Cambria, Mouss et Hakim : Origines contrôlées et Today is the Day.

Annulation : Naughty by Nature et AaRON (avec le CNR)

### Édition 2009
- Samedi 4 juillet : The GO! Team, Housse de Racket, Les Ogres de Barback, Improvisator Dub, Arthur H, Anis, Abd Al Malik, Gabriella Cilmi, Steel Pulse, Capleton, Grand Corps Malade, Secret Chief 3, Still Flyin, Lula Fortune, Deerhoof, Zone Libre VS Casey & Hame, Pascale Picard & Band, Little Ced.

- Dimanche 5 juillet : Gossip, Mogwai, Herman Dune, Torche, Isis, Suicidal Tendencies, Kylesa, La Rue Ketanou, Didier Super, Emiliana Torrini, Thomas Fersen, Thomas Dutronc, Dillinger Escape Plan, Bukowski, Tunng, Mono, Courir les Rues, Yo Yo Yo Acapulco.

### Édition 2010 FSF must go on
- Dimanche 5 décembre : No One Is Innocent & Guizmo de Tryo, Fredo & Sam des Ogres de Barback, Les Fatals Picards, Aqme, Mary's Dream.

Annulation : Block Buster et Twage

### Édition 2011
- Samedi 11 juin : Ayọ, Pony Pony Run Run, Justin Nozuka, Jehro, Sinsemilia, The Subways, No One Is Innocent, Winston McAnuff & The Bazbaz Orchestra, Cloud Control.
- Dimanches 12 juin : K's Choice, Apocalyptica, Converge, Puggy, The Damned Things, Yann Tiersen, The Jon Spencer Blues Explosion, Jello Biafra & The Guantanamo School Of Medicine, Lazywall, Branson Hollis, Black Lash.

Annulation: Ava Luna.
L'édition 2011 du festival a été annulée par ses organisateurs le 7 juin, soit quelques jours seulement avant le début du festival.